# Taxilejeunea luteola
Taxilejeunea luteola là một loài Rêu trong họ Lejeuneaceae. Loài này được (Stephani) Eifrig mô tả khoa học đầu tiên năm 1936.